# 빌 힉스
윌리엄 멜빈 빌 힉스 (William Melvin "Bill" Hicks)는 미국의 스탠드업 코미디언, 사회 운동가, 음악가이다. 그는 종교, 음악, 공적인 문제, 철학과 블랙 코미디를 주로 다루었다.